# 超城合体タメノブーンV
超城合体タメノブーンV（ちょうじょうがったいタメノブーンふぁいぶ）は、2016年（平成28年）に青森県弘前市が制作した城郭をコンセプトとする市民参加型プロジェクト。およびそれに登場する巨大ロボットキャラクターである。市内5ヶ所の城（城跡を含む）が合体して「タメノブーンV」となり、敵キャラクターの「冬将軍」と戦う。

## 概要
同企画は、弘前市が推進するクリエイティブプロジェクト「HIROSAKI DESIGN WEEK」の取り組みの1つとして、市内の城郭遺構を通じて市の歴史に親しみを持ち、郷土への関心を高めることを目的に始められた。これは石垣修理のため天守を移動する曳家工事が弘前城で行われたことも契機となっている。「タメノブーン」のネーミングは、初代弘前藩主となった戦国時代後期から江戸時代初期の武将・津軽為信（つがる ためのぶ）に因む。2016年（平成28年）から2017年（平成29年）にかけての市内催し物等に登場した。

## ストーリー
桜とリンゴの街として知られる弘前市だったが、石垣改修工事で弘前城の天守を移動したことにより街を守護していた神通力が低下。毎年冬にやってくる雪鬼・冬将軍の力が強大化し、弘前の街は長い冬と雪に覆われてしまう。弘前の子供達が春の訪れを願うと、その祈りが落雷となって高岡城（弘前城）・大浦城・堀越城・和徳城・石川城の5ヶ所に落下、それぞれの城の化身（魂城）が「城ロボ」となって復活した。5機の城ロボが合体した巨大ロボット超城神タメノブーンVと、冬将軍との攻防が今始まろうとしていた。

## キャラクター
- 超城神タメノブーンV-5機の「城ロボ」（魂城）が合体した巨大ロボット。
  - オウラー-大浦城の魂城。
  - タッカー-弘前城（鷹岡城・高岡城）の魂城。
  - ワット-和徳城の魂城。
  - イシー-石川城の魂城。
  - ホーリー-堀越城の魂城。
- ちえり-サクラの妖精。
- りんこ-リンゴの妖精。
- 雪鬼冬将軍-敵。弘前に毎年やってきて冬をもたらす。ロボットかどうかは明記されておらず不明[5]。
  - ユキダルマンズ-冬将軍の部下。

## テーマソング
「超城合体タメノブーンV」
作詞 - 春風亭昇太 / 作曲 - 渡辺宙明 / 編曲 - 石田勝範 / 歌 - 水木一郎 / プロデュース - 株式会社ディー・エル・イー
ショートバージョンがYouTubeで配信されている。

## 利用
2021年（令和3年）現在、大きな企画や活動は行われていないが、タメノブーンキャラクターの画像素材等の市民への提供は続けられており、個人の自己利用目的での素材取得は自由。ただし商業目的・公的な目的での業務利用の際には弘前市（企画部広聴広報課）への申請が必要となっている。